# Аква-Марция
Аква-Марция (лат. Aqua Marcia) — акведук в Древнем Риме.
Аква-Марция стал третьим и самым протяжённым водоводом (91 км, источник в долине реки Анио) из 11 акведуков античного Рима и по сей день является одним из основных источников водоснабжения города. Холодная вода источника отличалась своей чистотой.
Водопровод был построен при преторе Квинте Марции Рексе в 144—140 годах до н. э. и был назван в его честь. Акведук был несколько раз отремонтирован, при Марке Випсании Агриппе (33 г. до н. э.), при императорах Августе (11—4 гг. до н. э.), Тите (79 г. н. э.), Адриане и Септимии Севере (196 г. н. э.). В 212—213 гг. Каракалла построил ответвление Аква-Марция-Антониана для снабжения своих терм. Второе ответвление было построено позднее для снабжения терм Диоклетиана.
Акведук был проложен вдоль Латинской дороги, после Порта-Маджоре — вдоль Тибуртинской дороги. На месте соединения акведуков Марция, Тепула и Юлия в III веке были выстроены Тибуртинские ворота Аврелиановой стены. Акведук снабжал водой Капитолий, а также Целий и Авентин. Бо́льшая часть акведука (80 из 93 км) проходила под землёй.
По оценке Секста Юлия Фронтина, мощность акведука составляла 194 тысяч кубических метров воды в день, но до Рима доходило на 30 % меньше из-за несанкционированного водозабора